# Polymnia laevigata
Polymnia laevigata là một loài thực vật có hoa trong họ Cúc. Loài này được Beadle miêu tả khoa học đầu tiên năm 1898.